# Тім Бернгардт
Тімоті Джон Бернгардт (англ. Timothy John Bernhardt, нар. 17 січня 1958, Сарнія) — канадський хокеїст, що грав на позиції воротаря.

## Ігрова кар'єра
Професійну хокейну кар'єру розпочав 1982 року.
1978 року був обраний на драфті НХЛ під 47-м загальним номером командою «Атланта Флеймс».
Протягом професійної клубної ігрової кар'єри, що тривала 9 років, захищав кольори команд «Торонто Мейпл-Ліфс», «Калгарі Флеймс», «Рочестер Американс» та низки інших команд нижчих північноамериканських ліг.
Усього провів 67 матчів у НХЛ.